# CE (marcaj)

Marcajul Conformitate Europeană

Marcajul CE (cunoscut mai simplu ca semnul CE) este o marcare obligatorie a unor produse, din cadrul Spațiului Economic European. Un produs CE este în conformitate cu specificațiile U.E. privind siguranța și sănătatea consumatorului, dar și a mediului. CE reprezintă acronimul pentru conformité européenne, din limba franceză, însemnând „conformitate europeană”. Marcând produsul cu acest semn, producătorul declară că produsul său satisface aceste cerințe.

## Confuzia semnelor CE

### China Export

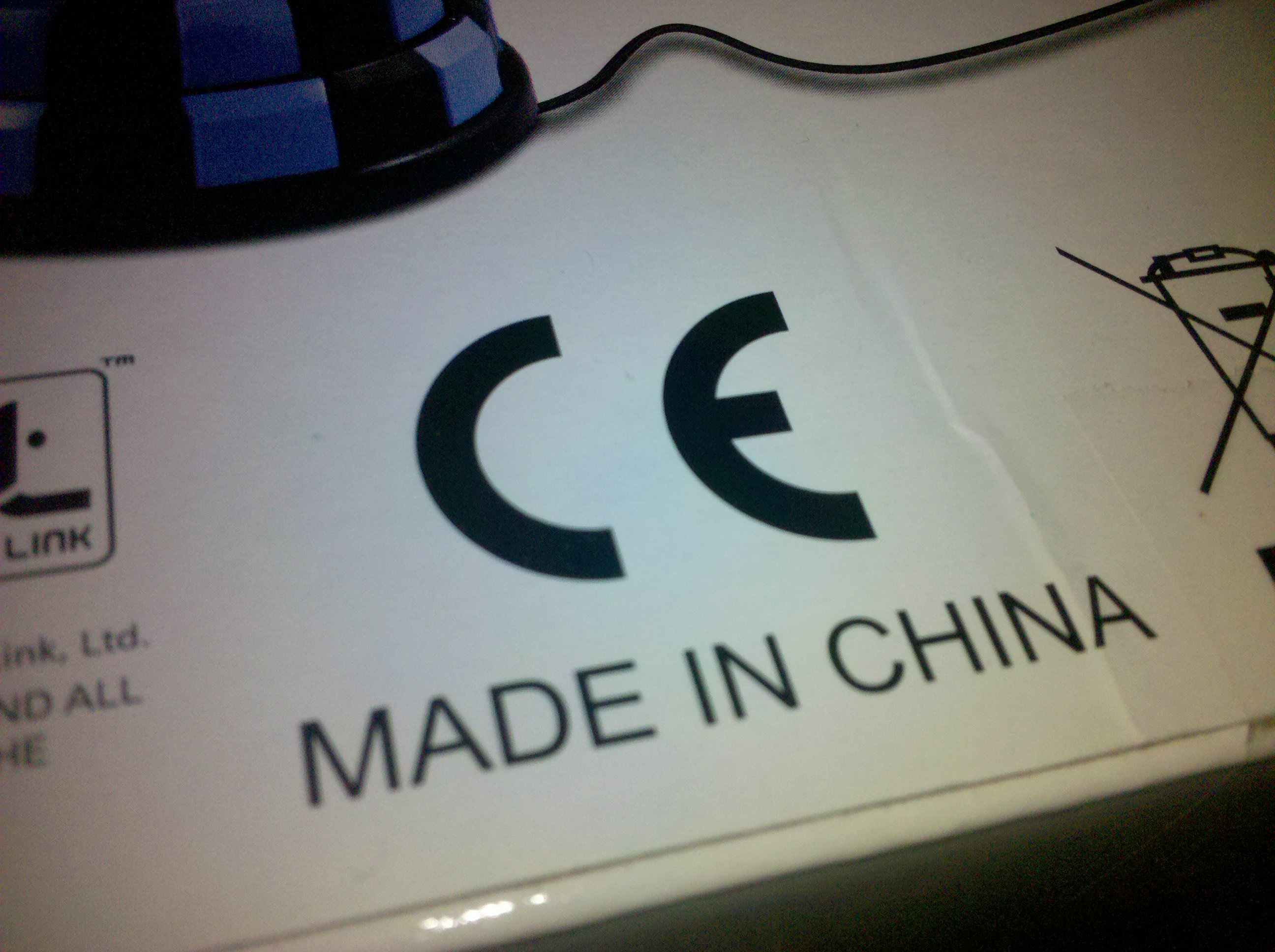
Distanța aproximativă dintre semnul CE și eticheta Made in China

Anumite produse au un semn CE care reprezintă „Export din China”, acest semn fiind foarte asemănător cu cel al Uniunii Europene. Diferența este că în semnul China Export, cele două litere, nu au un spațiu între ele, așa cum este semnul european.

Semnul Conformitate Europeană
Semnul "China Export"

Anumite produse satisfac cerințele europene, dar afișează marcajul incorect, iar altele pot avea ilegal marcajul de conformitate imprimat, când acestea nu sunt în conformitate, sau unele care nu necesită această marcare.